# Берестологія
Берестологія — спеціальна історична дисципліна, об'єктом вивчення якої є берестяні грамоти. 
Вперше ці грамоти були знайдені 26 липня 1951 р. при розкопках Новгорода експедицією російського археолога А. Арциховського.
Д.Ліхачев 1975 року в рецензії на науково-популярну працю В.Ясіна «Я послал тебе бересту...» вперше вжив термін «берестологія».
На сьогоднішній день знайдено понад 700 берестяних грамот (в Смоленську, Пскові, Вітебську, Твері, Москві, Звенигороді). 
Вийшло наукове видання, що нараховує 8 томів «Новгородських грамот на бересті», знайдених під час розкопок 1951-1983 років. Найдавніший запис на бересті датується 1-ю половиною XI ст., найпізніший – 2-ю половиною XV ст.. 
Берестяні грамоти були досить поширеним явищем, адже береста як матеріал була дешева.
Найважливішим моментом для дослідників цих грамот є їх датування. З метою датування грамот було розроблено дендро-хронологічний метод.  
Джерелознавчі принципи вивчення грамот вперше були сформовані Л.Черепніним. Спершу відбувається розбивка тексту на слова, з метою правильного прочитання та трактування, розставляються розділові знаки, заповнюються пропуски в тексті. 